# À la dérive (film, 2018)
Pour les articles homonymes, voir À la dérive.
Pour plus de détails, voir Fiche technique et Distribution.
À la dérive ou En pleine tempête au Québec (Adrift) est un film américain adapté d'une histoire vraie, réalisé par Baltasar Kormákur et sorti en 2018.

## Synopsis
1983, à Tahiti. Un couple de navigateurs, la Californienne Tami Oldham âgée de 24 ans et le Britannique Richard Sharp âgé de 33 ans, accepte de ramener à San Diego le voilier Hazaña de Peter et Christine Crompton pour 10 000 dollars. Le 13 octobre, l'Hazaña est pris dans l'ouragan Raymond (en), le plus violent qui ne se soit jamais abattu sur l'océan Pacifique. Le voilier chavire. Tandis que Richard est projeté par-dessus bord, Tami est assommée dans la cabine. Lorsqu'elle reprend ses esprits, à bord du bateau en ruines, Tami constate vite l'absence de Richard, puis repère le canot de sauvetage flottant au loin, sur lequel est agrippé son fiancé. Après avoir récupéré Richard, gravement blessé, Tami, sans aucun moyen de communiquer ni d'appeler à l'aide, doit se battre durant 41 jours pour rester en vie et parcourir les 2 500 km qui la séparent d'Hawaï.

## Fiche technique
Sauf indication contraire, les informations mentionnées dans cette section peuvent être confirmées par la base de données cinématographiques IMDb,  présente dans la section « Liens externes ».
- Titre français : À la dérive
- Titre québécois : En pleine tempête
- Titre original : Adrift
- Réalisation : Baltasar Kormákur
- Scénario : Aaron Kandell, Jordan Kandell et David Branson Smith, d'après le roman Red Sky in Mourning: A True Story of Love, Loss, and Survival at Sea de Tami Oldham Ashcraft et Susea McGearhart
- Photographie : Robert Richardson
- Montage : John Gilbert
- Musique : Volker Bertelmann
- Production :  Baltasar Kormákur, Aaron Kandell, Jordan Kandell, Ralph Winter et Shailene Woodley
- Sociétés de production : RVK Studios
- Sociétés de distribution : STXfilms (États-Unis), Metropolitan Filmexport (France)
- Pays d'origine :  États-Unis
- Langue originale : anglais
- Format : couleur
- Genre : drame biographique, survie, romance
- Durée :  96 minutes
- Dates de sortie :
  -  États-Unis : 1er juin 2018
  -  France : 4 juillet 2018

## Distribution
- Shailene Woodley (VF : Jessica Monceau ; VQ : Catherine Brunet) : Tami Oldham

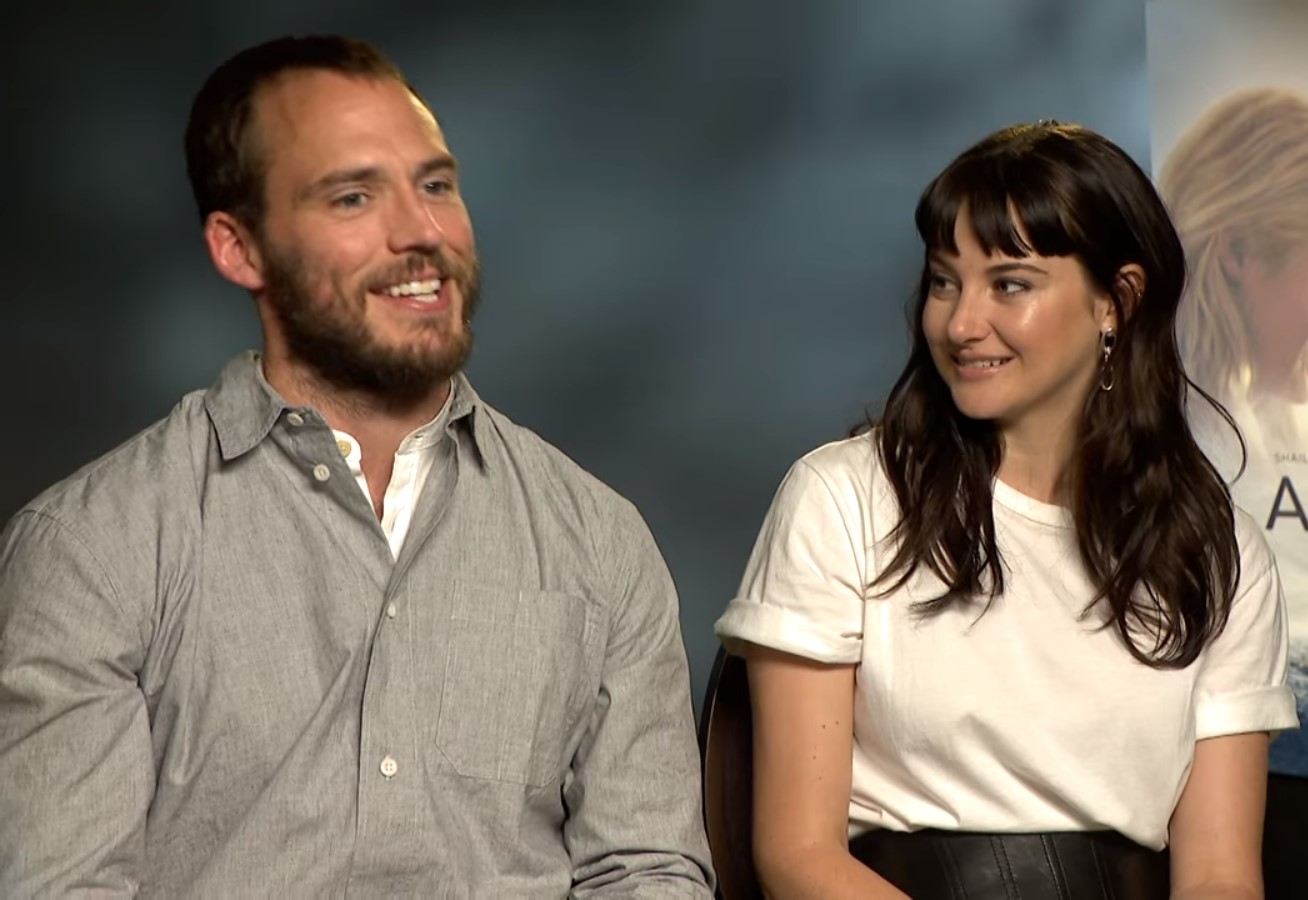
Les acteurs principaux Shailene Woodley et Sam Claflin durant la promotion du film, en juin 2018.

- Sam Claflin (VF : Axel Kiener ; VQ : Jean-Philippe Baril Guérard) : Richard Sharp
- Jeffrey Thomas (VF : Philippe Catoire ; VQ : Éric Gaudry) : Peter
- Elizabeth Hawthorne : Christine
- Grace Palmer (VF : Bénédicte Bosc) : Deb

 Source et légende : version québécoise (VQ) sur Doublage.qc.ca